# Riley Steele
Pour les articles homonymes, voir Steele.

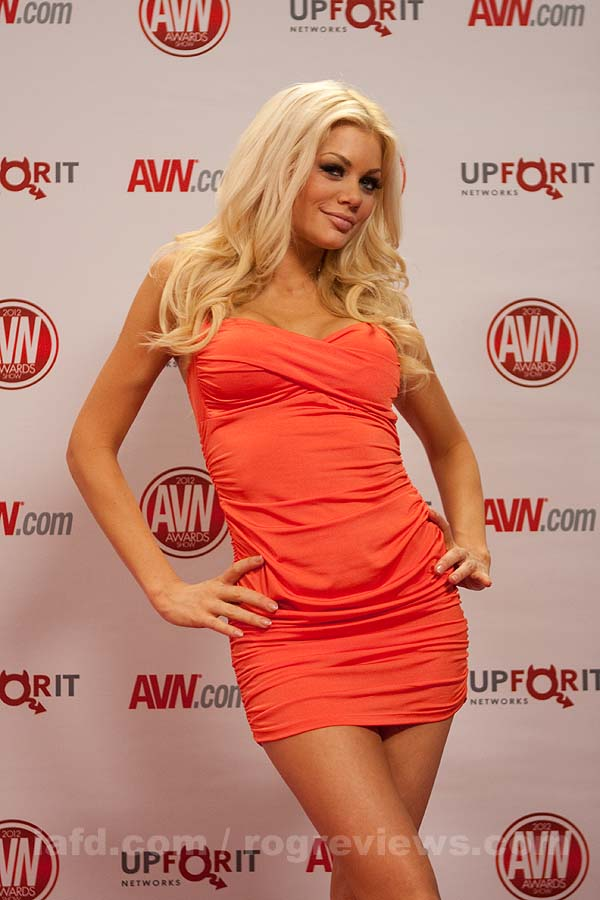
Riley Steele (AVN Awards 2012).

Riley Steele (née le 26 août 1987 à San Diego) est une actrice de films pornographiques américaine.

## Biographie

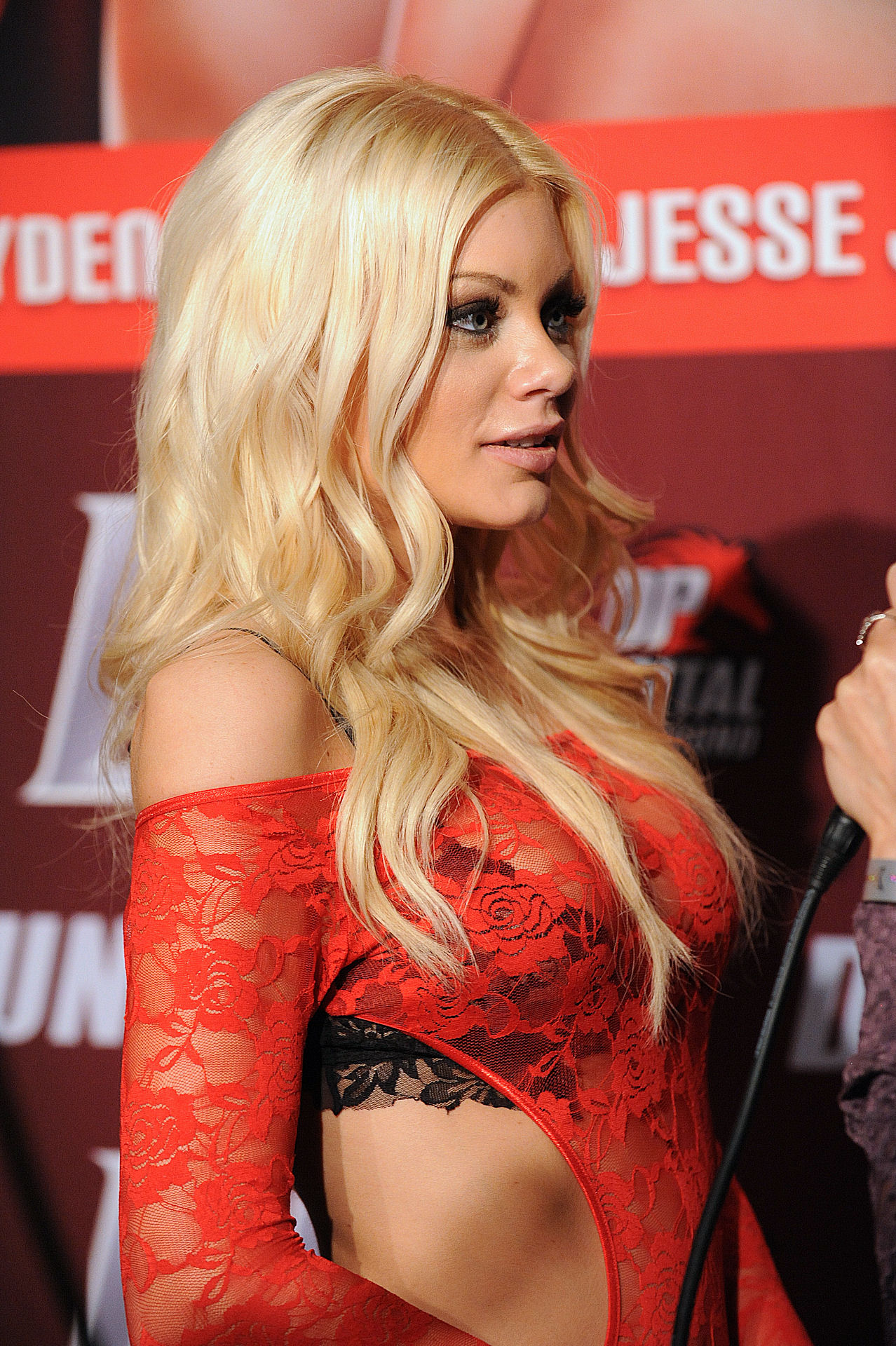
Riley Steele à la AVN Adult Entertainment Expo (2012)

À 25 ans, Riley Steele est une jeune star du studio Digital Playground, la plus jeune après Gabriella Fox. Elle a signé son contrat d'exclusivité avant d'avoir tourné un film X. Joone le réalisateur et cofondateur de Digital Playground parle d'elle avec enthousiasme : « elle est magnifique, naturelle, intelligente et très spirituelle ».
Sa participation à Pirates 2 : Stagnetti's Revenge en tant que Governor's Girl #2 la fait comparer à Jesse Jane. Suivent deux films Riley Steele Perfect Pet et Riley Steele Chic.
Le réalisateur français Alexandre Aja l'a castée ainsi pour son Piranha 3D dans le rôle d'une Wild Wild Girl sujette à se faire croquer. Riley Steele prend ce premier rôle sur grand écran au sérieux.
Elle a également posé aux côtés de Danko Jones pour la pochette de l'album Below The Belt sorti en 2010.
Le 21 février 2019, elle annonce son retour sur les plateaux de tournage.

## Récompenses et nominations
Récompenses
- 2011 : XRCO Award Mainstream's Adult Media Favorite[4]
- 2011 : AVN Award – Best All-Girl Group Sex Scene – Body Heat avec Kayden Kross, Jesse Jane, Katsuni et Raven Alexis
- 2011 : AVN Award – Wildest Sex Scene (Fan Award) pour Body Heat
- 2011 : AVN Award – Crossover Star of the Year
- 2011 : XBIZ Award vainqueur – Crossover Star of the Year
- 2012 : AVN Award Favorite Porn Star (Fan Award)
- 2012 : AVN Award Favorite Body (Fan Award)
- 2012 : AVN Award Hottest Sex Scene (Fan Award) pour Babysitters 2
- 2012 : AVN Award Twitter Queen (Fan Award)
- 2013 : AVN Award Favorite Porn Star (Fan Award)
- 2013 : AVN Award Favorite Body (Fan Award)

Nominations
- 2009 : F.A.M.E. Awards finaliste – Favorite New Starlet
- 2010 : AVN Award – Best Group Sex Scene – Nurses
- 2010 : AVN Award – Best New Starlet
- 2010 : AVN Award – Best Threeway Sex Scene – Nurses
- 2010 : XRCO Award – New Starlet

## Filmographie
- Riley Goes Gonzo (2013)
- Jack Attack (2013)
- Falling Out (2013)
- Porno Pranks (2013)
- She Looks Like Me (2013)
- The Girlfriend Exchange (2013)
- Code of honor (2013)
- Pretty Panties (2013)
- Home Wrecker 2 (2012)
- Skip Trace: Episode 2 (2012)
- Love, Jesse (2012)
- Stripper Pole (2012)
- Home Wrecker 3 (2012)
- For Rent (2012)
- Swingers (2012)
- Skip Trace (2012)
- Nurses 2 (2012)
- The Con Job (2012)
- Self Pic (2012)
- Just Like Mom (2012)
- Cooking with Kayden (2012)
- Looking for Love (2012)
- Mothers & Daughters (2012)
- When Daddy's Away (2012)
- Deceptions (2012)
- Trouble at the Slumber Party (2012)
- Like Sister Like Slut (2012)
- 7 Minutes in Heaven (2012)
- New Dad in Town (2012)
- Escort (2012)
- In Riley's Panties (2012)
- Life on Top (2011)
- Fighters (2011)
- Riley Steele - Watching You Episode 2 (2011)
- The Masseuse 4 (2011)
- Tara's Titties (2011)
- Babysitters 2 (2011)
- Cherry 2 (2011)
- Assassins (2011)
- Cherry 1 (2011)
- Top Guns (2011)
- Riley Steele - Lights Out (2011)
- The Masseuse (2011)
- Strip for Me (2010)
- Riley Steele - Roommates (2010)
- Teenlicious (2010)
- Body Heat (2010)
- Piranha 3D (2010) (Film Non Pornographique)
- Riley Steele - Bar Pussy (2010)
- Strict Machine (2010)
- The Smiths (2010)
- That's My Girl (2010)
- Digital Playground's Bad Girls 3 (2010)
- Riley Steele - So Fine (2010)
- Fly Girls (2010)
- Digital Playground's Bad Girls 2 (2009)
- Riley Steele - Honey (2009)
- Teachers (2009)
- Jack's Teen America 23 (2009)
- Jack's POV 14 (2009)
- Riley Steele - Scream (2009)
- Riley Steele - Chic (2009)
- Riley Steele - Perfect Pet (2009)
- Nurses (2009)
- Riley Steele - Love Fool (2009)
- Pirates II Stagnetti's Revenge (2008)
- Naked Aces 5 (2008)